# Kwannon Tholus
Lo Kwannon Tholus è una struttura geologica della superficie di Venere.